# Fatubesilolo (Ort)
Fatubesilolo ist ein osttimoresischer Ort im Suco Ulmera (Verwaltungsamt Bazartete, Gemeinde Liquiçá). Er liegt auf einer Meereshöhe von 666 m im Süden der Aldeia Fatubesilolo. Der Ort besteht aus mehreren einzeln stehenden Häusern, die sich auf einem Berg verteilen. Eine unbefestigte Piste führt entlang des Bergrückens und verbindet die Überlandstraße von Gamanuhati nach Fatuneso im Suco Fahilebo mit der Nordküste Timors an der Straße von Ombai. Im Ort Fatubesilolo befindet sich der Sitz der gleichnamigen Aldeia.